# Simone Biles
Simone Arianne Biles ( født 14. marts 1997 i Columbus, Ohio) er en amerikansk gymnast.
Efter at have trukket sig tilbage fra dele af konkurrencen under sommer-OL 2020, vandt hun sølv i holdkonkurrencen og bronze i bommen.